# Careproctus ranula
Careproctus ranula és una espècie de peix pertanyent a la família dels lipàrids. És present a l'Atlàntic nord-occidental: des de l'estuari del riu Sant Llorenç fins a Virgínia (Estats Units).
És un peix marí, de clima temperat (61°N-36°N) i demersal que viu entre 20 i 668 m de fondària.
Fa 8,1 cm de llargària màxima i és de color blanc.
És inofensiu per als humans.